# Paschiodes bekaledjae
Paschiodes bekaledjae là một loài bướm đêm trong họ Crambidae.